# Belle Isle Marsh Reservation
Das Gebiet Belle Isle Marsh Reservation ist ein 152 Acres (ca. 615.000 m²) großer State Park im Bostoner Stadtteil East Boston im Bundesstaat Massachusetts der Vereinigten Staaten. Der Park wird vom Department of Conservation and Recreation verwaltet und ist Teil des Metropolitan Park System of Greater Boston.

## Beschreibung
Die Grenzen des Schutzgebiets umfassen mit 152 Acres etwa 63 % der insgesamt 241 Acres messenden Fläche der Belle Isle Marsh, der letzten verbliebenen Salzwiese innerhalb Bostons. Zur Zeit vor der intensiven Besiedlung kamen Salzwiesen sehr häufig entlang der Küste der Massachusetts Bay vor. Im Schutzgebiet gibt es eine Vielzahl von für diese Landschaft typischen Pflanzen, Fischen sowie Schalentieren, was höchst selten für eine Metropolregion ist. Im Park gibt es landschaftsnahe Pfade und Wege, Sitzbänke sowie einen Beobachtungsturm. Ein Teil des Boston Harborwalk führt ebenfalls durch das Schutzgebiet.

## Geschichte
Das Gebiet war früher tatsächlich eine Insel und wurde neben Belle Isle auch Hog's Island sowie später auch Breeds Island genannt. Ein Teil der ursprünglichen Insel ist heute Orient Heights. Im März wurde bei einem Fischadlerhorst eine Webcam installiert.